# Thallium(I)-fluorosulfonat
Thallium(I)-fluorosulfonat, TlSO3F ist eine chemische Verbindung des Thalliums aus der Gruppe der Fluorosulfonate.

## Gewinnung und Darstellung
Bei der Reaktion von Thallium(I)-nitrat und Fluorsulfonsäure entsteht neben der Salpetersäure das Thallium(I)-fluorosulfonat.
{\displaystyle {\ce {TlNO3 + HSO3F -> TlSO3F + HNO3}}}

## Eigenschaften
Das Salz besitzt ein orthorhombisches Kristallsystem mit der Raumgruppe Pnma (Raumgruppen-Nr. 62). Die Gitterparameter sind a = 5,2205 Å, b = 5,5141 Å und c = 13,4378 Å. Das Zellvolumen beträgt 386,83 Å3.